# Городской музей изобразительного искусства Осаки
Городской музей изобразительного искусства Осаки (яп. 大阪市立美術館) — художественный музей в Осаке (Япония), специализирующийся на искусстве Японии и Восточной Азии.

## История
Здание было спроектировано Ито Масафуми и Унагами Сэйичи. Строительство, начатое в декабре 1927 года, несколько раз останавливалось, поэтому продолжалось почти десять лет и было завершено в апреле 1936 года. Конструкция, сооружённая из стального каркаса, арматурной стали и бетона, состоит из подвала, трёх верхних этажей (включая цокольный) и пентхауса. Площадь музея 4 033 м², общая площадь здания 12 716 м².
В 1942 году здание музея было занято армией и преобразовано в штаб Третьей дивизии. В период оккупации, продолжавшейся с 1945 по 1947 год, деятельность музея была прекращена.
В 1992 году были добавлены четыре подземных выставочных зала, которые позволяют проводить несколько выставок одновременно. В дочернем научно-исследовательском институте искусств проверяются практические навыки живописи, рисования и скульптуры. Институт на протяжении своей истории подготовил большое количество художников западного и японского стиля, современных художников и архитекторов.

## Коллекция
Многие музейные экспонаты были приобретены за счёт пожертвований или покупки отдельных коллекций, из них 8 тыс. экспонатов были приобретены у коллекционеров из Осаки. Художественный музей включает в себя произведения буддийского искусства, средиземноморской культуры (например, из Этрурии), а также картины и письмена из Китая, японские картины периодов Эдо и Мэйдзи, образцы из металла, лаковое искусство и керамику.
Коллекции включают коллекцию Фусадзиро Абэ (1868–1937) с китайской каллиграфией и живописью, коллекцию Кенширо Ямагути (1886–1957) с китайскими каменными Буддами, коллекцию Уго Альфонсо Касаля (1888–1964) инро, нэцкэ и уруси, а также собрание Киёми Таман (1892–1979) с произведениями древнеяпонского искусства. Есть также предметы, хранившиеся в дзиндзя и буддийских храмах. Изначально планировалось не только предоставлять выставочные залы для групповых выставок и масштабных выставок, но и организовывать постоянные выставки коллекций.
Коллекция Абэ включает, среди прочего копии сочинений Ван Вэя, Дун Цичана и Су Ши. Также в музее представлены Огата Корин, Кацусика Хокусай и Ми Фу. 
Другие примеры: статуя Сидящего Будды 466 года (династия Северная Вэй); Работы Кано Сосю, Ике-но Тайга, Ганку, Окада Бейсанджин, Мураяма Кайта, Шима Сэйн, Саэки Юдзо, Набеи Кацуюки, Кодама Кибо, Хашимото Кансэцу, Чокаи Сэйдзи, Уэмура Сён, Китано Цунэтоми.

### Галерея

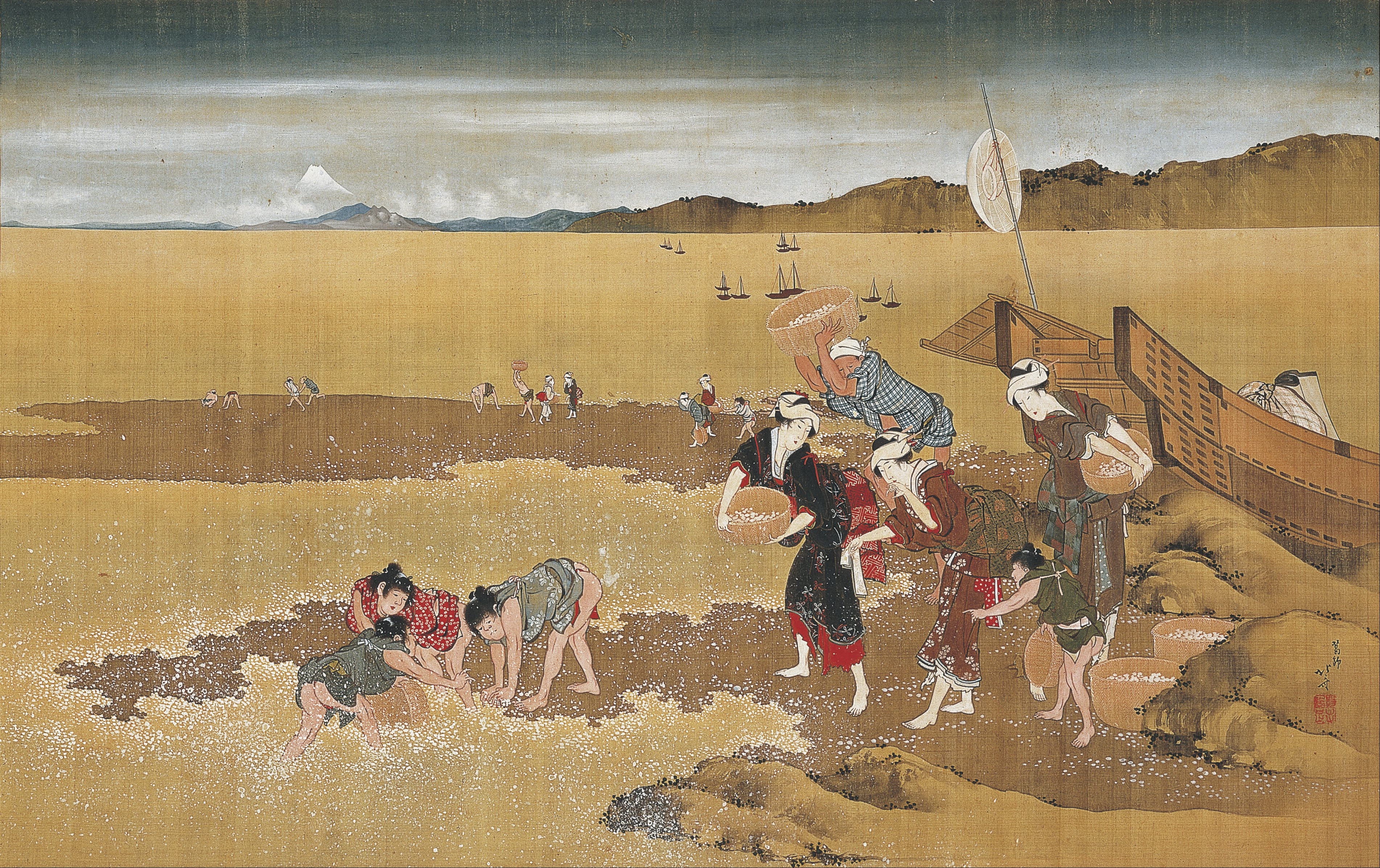
Кацусика Хокусай, «Сбор ракушек», XIX век
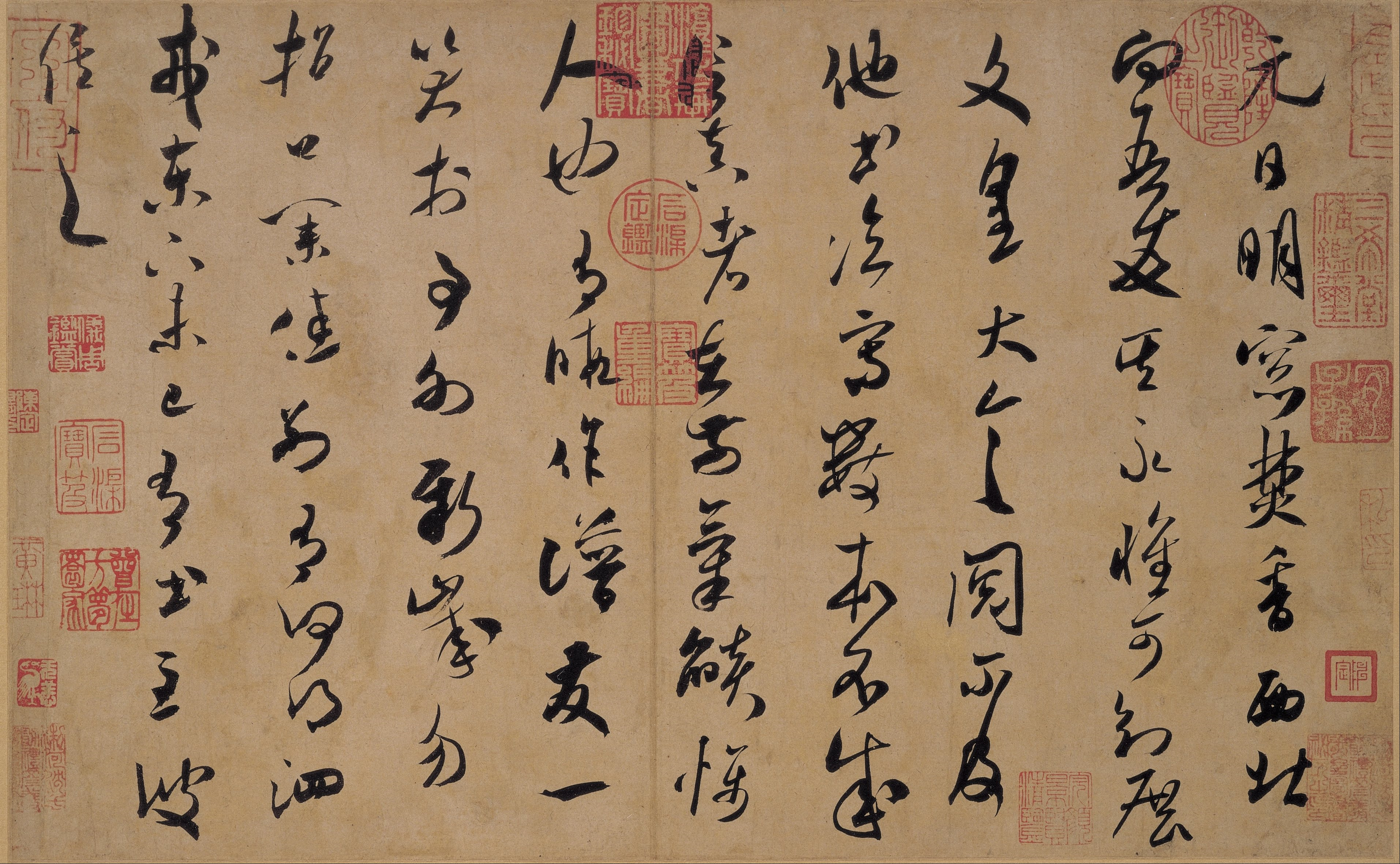
Ми Фэй, каллиграфия, конец XI век
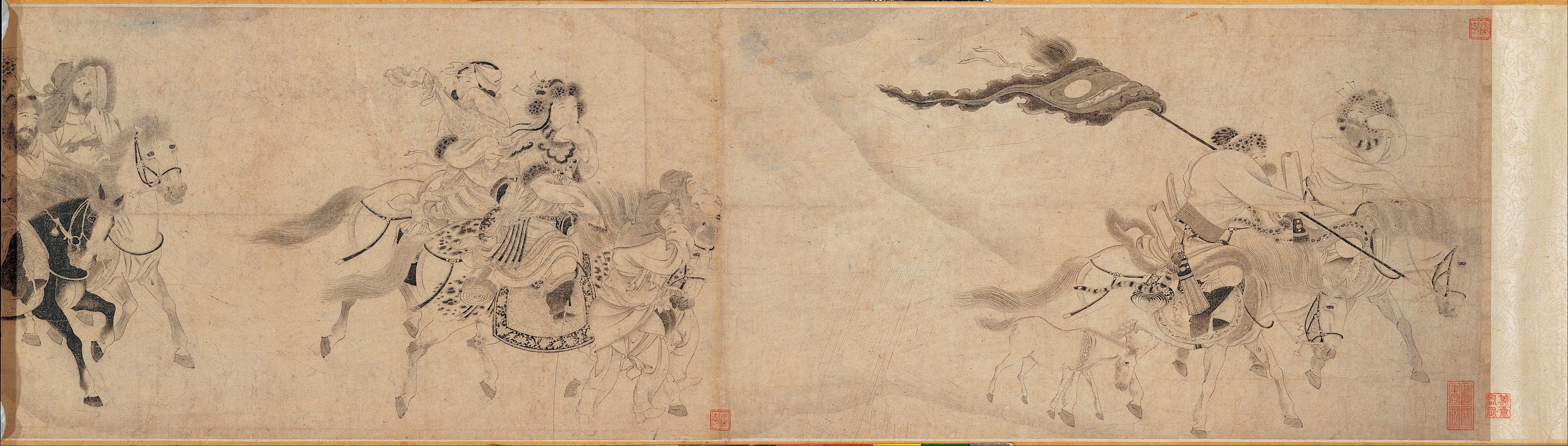
Gong Suran, «Супруга Мин покидает страну», XII-XIII века

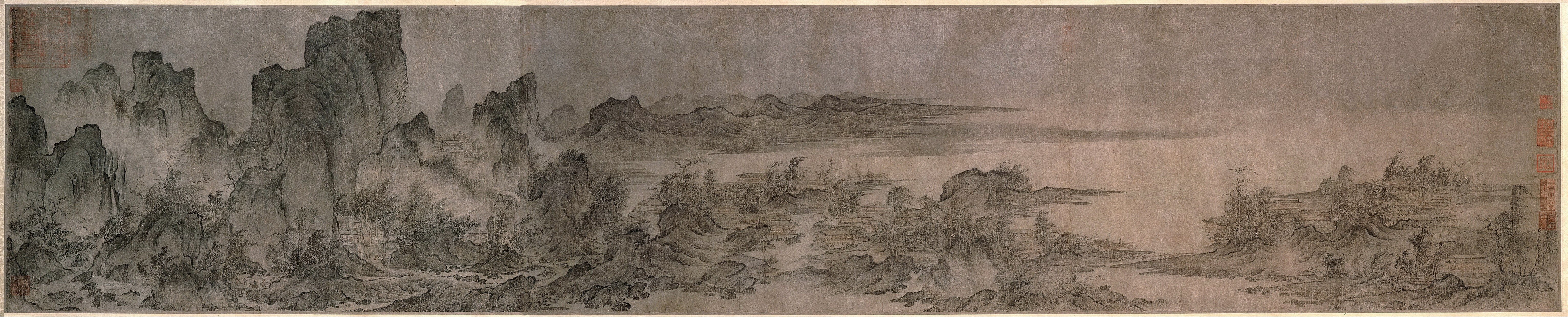
«Строения среди гор и рек», Янь Вэньгуй, X век.